# Saint Ignatius
La ville de Saint Ignatius est située dans le comté de Lake, dans l’État du Montana, aux États-Unis. Lors du recensement de 2010, sa population a été estimée à 842 habitants.
Saint Ignatius est située sur la réserve indienne des Têtes-Plates.

## Source
- (en) Cet article est partiellement ou en totalité issu de l’article de Wikipédia en anglais intitulé « St. Ignatius, Montana » (voir la liste des auteurs).